# 백악관 법률고문
백악관 법률고문(白堊館 法律顧問, 영어: White House Counsel)은 미국 대통령의 모든 법률문제에 대해 조언을 하는 백악관 참모인 변호사다. 한국의 청와대 민정수석에 해당한다. 백악관 내부에서 최고위직 변호사로서, 대통령의 각종 법률업무를 보좌한다. 대통령의 개인 변호사는 아니다.

## 설명
1943년에 백악관 법률고문실을 만들었다. 대통령에 대한 공적인 소송업무, 법무부와의 교류업무도 맡는다. 대통령의 사적인 법률문제에 대한 변호사 역할은 맡지 않는다.
미국 법무부는 미국 법무장관, 미국 법무부 부장관, 미국 법무부 법무차관, 미국 법무부 송무차관 등 서열 4위까지 미국 상원의 조언과 동의를 거쳐, 대통령이 임명한다. 반면에 백악관 법률고문과 사무실 직원들의 임명에는 미국 상원의 조언과 동의가 필요없다.
백악관 법률고문실은 수석 법률고문(Counsel) 아래에 3명의 부수석 법률고문(Deputy Counsel), 2명의 선임 법률고문(Senior Counsel)으로 구성된다.

## 관련보도
2005년 10월 27일, 조지 W. 부시 대통령으로부터 미국 연방 대법관으로 내정된 해리엇 마이어스 백악관 수석 법률고문이, 내정 24일만에 대법관 후보 지명자 자격을 자진 철회하는 방식으로 반납했다. 남성 중심 법조계에 도전하는 여장부로 명성이 높았지만, 마지막 장벽을 넘는데 실패했다.
2011년 8월 17일 버락 오바마 대통령이 백악관 법률고문실을 개편했다. 한국계 크리스토퍼 강(34, 한국명 강진영)을 선임 법률고문(Senior Counsel)에 임명했다. 조지 W. 부시 행정부 당시 백악관 직속 장애위원회 정책차관보를 지낸 강영우 박사의 차남이다.
2016년 5월, 미국 공화당의 도널드 트럼프 대선후보는 워싱턴포스트(WP)와의 인터뷰에서 1993년 권총 자살한 빈센트 포스터 백악관 부수석 법률고문(Deputy Counsel)이 타살되었다는 의혹을 제기했다. 빌 클린턴 대통령의 유치원 친구인 빈센트 포스터는 힐러리 클린턴과 불륜관계 의혹도 보도되었었다.

## 같이 보기
- 백악관 고문